# 1254

## Události
- 3. dubna – uzavřen budínský mír mezi Přemyslem Otakarem II. a Bélou IV.

## Narození
- 15. září – Marco Polo, italský cestovatel († 8. ledna 1324)
- ? – Čao Meng-fu, čínský umělec († 1322)

## Úmrtí
- 21. května – Konrád IV., císař německý, sicilský a jeruzalémský král (* 25. dubna 1228)
- 3. listopadu – Jan III. Dukas Vatatzés, nikájský (resp. byzantský) císař (* asi 1193)
- 7. prosince – Inocenc IV., papež (* 1195)
- ?  – Heřman (Hermann), český římskokatolický duchovní a probošt litoměřické kapituly (* ?)

## Hlava státu
- České království – Přemysl Otakar II.
- Svatá říše římská – Konrád IV. – Vilém Holandský
- Papež – Inocenc IV. – Alexandr IV.
- Anglické království – Jindřich III. Plantagenet
- Francouzské království – Ludvík IX.
- Polské knížectví – Boleslav V. Stydlivý
- Uherské království – Béla IV.
- Sicilské království – Konrád » Konradin
- Portugalské království – Alfons III.
- Latinské císařství – Balduin II.
- Nikájské císařství – Jan III. Dukas Vatatzés – Theodoros II. Laskaris